# Пестроносый амфиприон

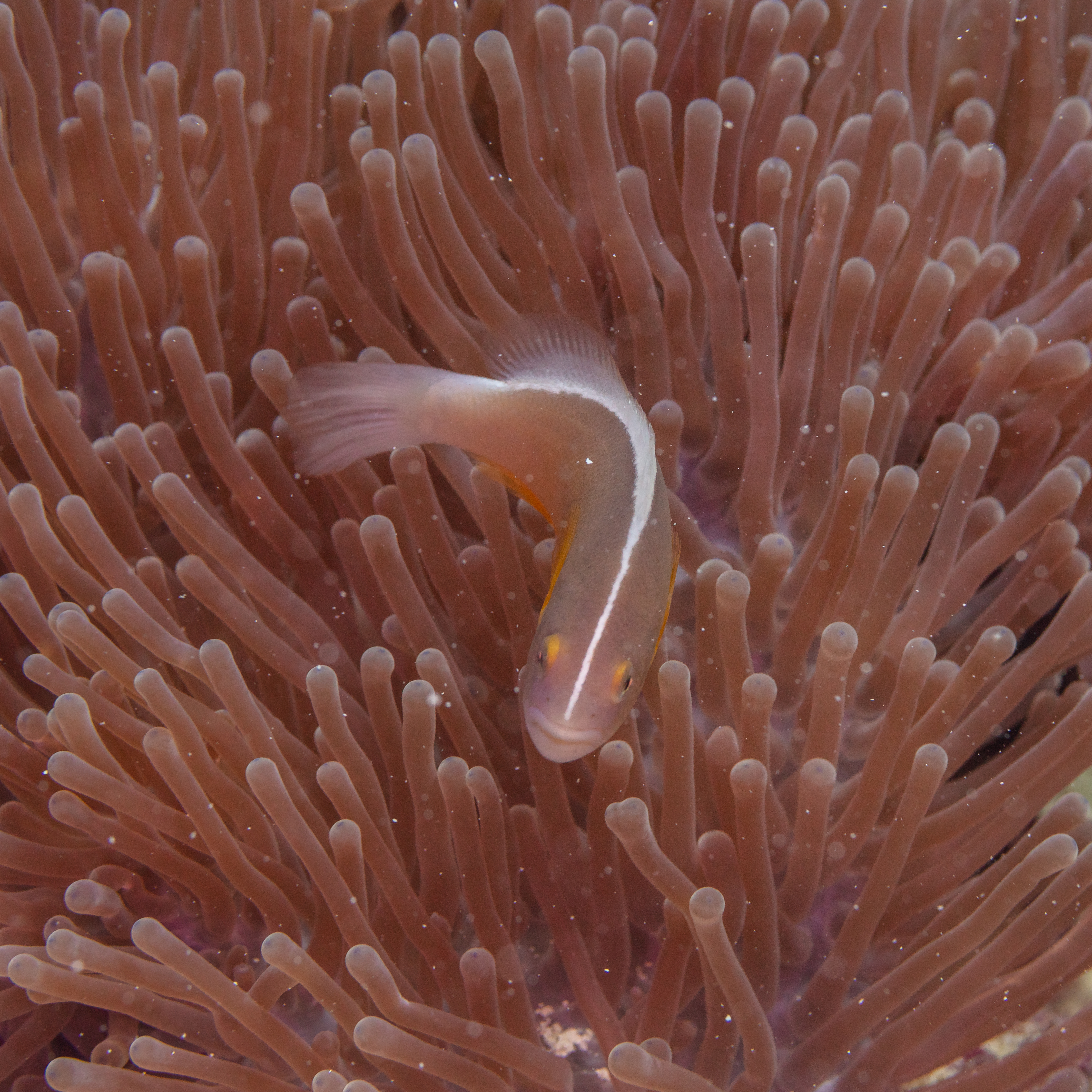

Пестроносый амфиприон (лат. Amphiprion akallopisos) — вид рыб из семейства помацентровых (Pomacentridae).

## Описание
Пестроносый амфиприон длиной до 11 см. Тело, анальный и грудные плавники оранжевые. Спинной и хвостовой плавники белые. Белая длинная полоса тянется от морды вдоль основания спинного плавника до хвостового плавника. Спинной плавник имеет до 9 жёстких лучей и от 17 до 20 мягких лучей, анальный плавник имеет 2 жёстких луча и от 12 до 14 мягких лучей. 
Вид очень сильно похож на Amphiprion sandaracinos, отличаясь от него разным количеством лучей плавников, белым хвостовым плавником, а также более тонкой, белой, длинной полосой на голове. Зубы пестроносого амфиприона напоминают резцы, в то время как у Amphiprion sandaracinos они имеют коническую форму. В природе оба вида можно спутать только у побережья Явы и юго-восточной Суматры, так как только там перекрываются их области распространения.

## Распространение
Пестроносый амфиприон живёт в коралловых рифах западного и восточного Индийского океана. Существуют две изолированные популяции. Одна — в западном Индийском океане вдоль африканского побережья от Мозамбика до вершины Африканского Рога, у Мадагаскара, Коморских и Сейшельских островов, другая — в восточном Индийском океане в Андаманском море, у Суматры, в Яванском море и у побережья юго-западного Таиланда. Вид отсутствует в центральной части Индийского океана у побережья Шри-Ланки и Мальдив.

## Образ жизни
Рыбы живут в симбиозе с актиниями Heteractis magnifica и Stichodactyla mertensii.